# Inés de Castro
Inés de Castro (Galicia, c. 1320-Coímbra, 7 de enero de 1355) fue una noble gallega y reina póstuma de Portugal, perteneciente a la poderosa Casa de Castro, emparentada con los primeros reyes de Castilla, hija de Pedro Fernández de Castro «el de la Guerra», primer señor jurisdiccional de Monforte de Lemos y de Aldonza Lorenzo de Valladares. Fue media hermana de Fernán Ruiz de Castro «Toda la lealtad de España», III conde de Lemos y de Juana de Castro «la Desamada» y hermana de Alvar Pérez de Castro «el Viejo».
Inés llegó a Coímbra como doncella de su prima Constanza Manuel de Villena, que era esposa por poderes del infante Pedro de Portugal, con quien finalmente celebró su matrimonio. Al fallecer Constanza, Inés inició una relación con el infante Pedro de Portugal, lo cual provocó el rechazo del rey Alfonso IV de Portugal y especialmente de la nobleza portuguesa (en total tuvieron cuatro hijos considerados ilegítimos).
En 1354 Alfonso IV se trasladó con su corte a Montemor-o-Velho e inició una conspiración junto a sus consejeros para desvincular a Inés de Castro de la corona, ante un inminente casamiento con Pedro y la posible anexión de Portugal al Reino de Castilla.
Inés fue asesinada con el consentimiento de Alfonso IV, en la Quinta das Lágrimas en enero de 1355.
En la vida de Inés de Castro hay dos partes muy distintas: la leyenda, que ha transmitido su nombre a todos los pueblos, y la historia real, que todas las investigaciones de la escuela moderna no han podido aún dilucidar por completo.

## Infancia
No se puede precisar la fecha y lugar exacto del nacimiento de Inés de Castro, aunque podría haber sido el 17 de diciembre de 1320 en la Comarca de la Limia. Fue hija natural. Su padre, Pedro Fernández de Castro, primer señor jurisdiccional de Monforte de Lemos, precursor de la saga del condado de Lemos y nieto del rey Sancho IV de Castilla, pertenecía a una de las familias más antiguas e ilustres de Galicia; su madre, Aldonza Lorenzo de Valladares, era descendiente del rey Alfonso VI de León. Nada se sabe sobre sus primeros años; se supone que debió ser educada en Galicia y en el palacio de don Juan Manuel, duque de Peñafiel y marqués de Villena, pues parece probado que vivió con Constanza Manuel, hija del duque y prima suya.

## Viaje al reino de Portugal

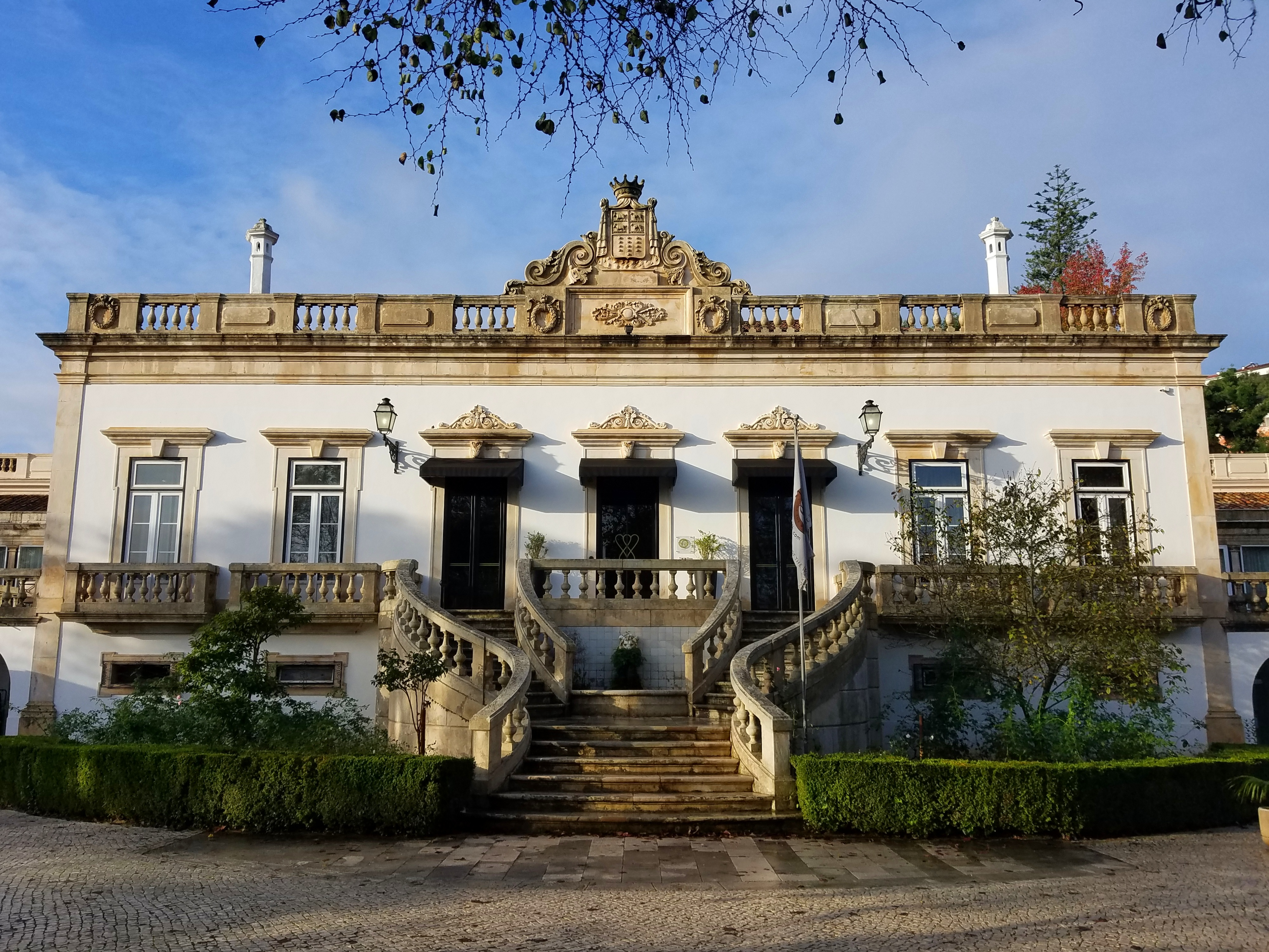
Quinta das Lágrimas, Coímbra.

Las dos jóvenes abandonaron Castilla en 1340, e Inés residió en Lisboa o Coímbra en calidad de dama parente, y añade la tradición que, en el instante de su llegada a la corte de Alfonso IV de Portugal, excitó una viva pasión en el corazón del infante heredero Pedro.
Inés de Castro, amada apasionadamente por el heredero del trono portugués, y viviendo la esposa legítima de este, era de muy noble estirpe para tomar ostensiblemente el título de amante real del infante; pero lo cierto es que los amores de Inés y de Pedro produjeron los celos en Constanza, la cual murió a consecuencia del parto, bien del futuro heredero, Fernando, el 13 de noviembre de 1345 o bien de su cuarta hija el 27 de enero de 1349. A partir de esta época los lazos que se habían formado entre Inés y el infante tomaron un carácter muy distinto del que habían tenido durante la vida de Constanza.

## Matrimonio clandestino
Hacia 1354, varios años después de la muerte de la esposa legítima de Pedro I, se casó este con la que había sido durante tanto tiempo su amante, santificando su unión ante el obispo de Guarda y de algunos servidores; pero si la unión fue bendecida, ningún documento pudo presentarse que lo probara; nada especificó los derechos que adquirieron la nueva esposa y sus hijos, y ninguno de los testigos del matrimonio, ni el mismo príncipe, cuando llegó a ocupar el trono en 1357, pudieron asignar una fecha precisa a aquel matrimonio clandestino que debía dar una reina a Portugal.
Varios hijos tuvo Inés del infante Pedro: 
- Alfonso (1346), murió al poco de nacer;
- Beatriz (1347-5 de julio de 1381), infanta, legitimada el 19 de marzo de 1361, casada en 1373 en Valada, cerca de Santarém, con Sancho de Castilla, I conde de Alburquerque en 1366, hijo bastardo de Alfonso XI de Castilla y Leonor de Guzmán;[3]
- Juan[4] (1349-c. 1397), I duque de Valencia de Campos en 22 de diciembre de 1397, casado en primeras nupcias con María Téllez de Meneses, a quien asesinó en 1379, hija de Martín Alfonso Téllez de Meneses y de Aldonza de Vasconcelos, y hermana de la reina Leonor Téllez de Meneses y de Juan Alfonso Tello, VI conde de Barcelos. Contrajo un segundo matrimonio con Constanza Enríquez, hija bastarda del rey Enrique II de Castilla.[5] A falta de heredero varón legítimo, su título revirtió a la Corona[5] y después fue concedido, como condado en 1397 a su yerno, Martín Vázquez de Acuña, casado con su hija María de Portugal;[6]
- Dionisio (1354-c. 1403[7]), señor de Cifuentes.

Todos los hijos de Inés de Castro, recibieron sepultura fuera de Portugal.

## Asesinato de Inés

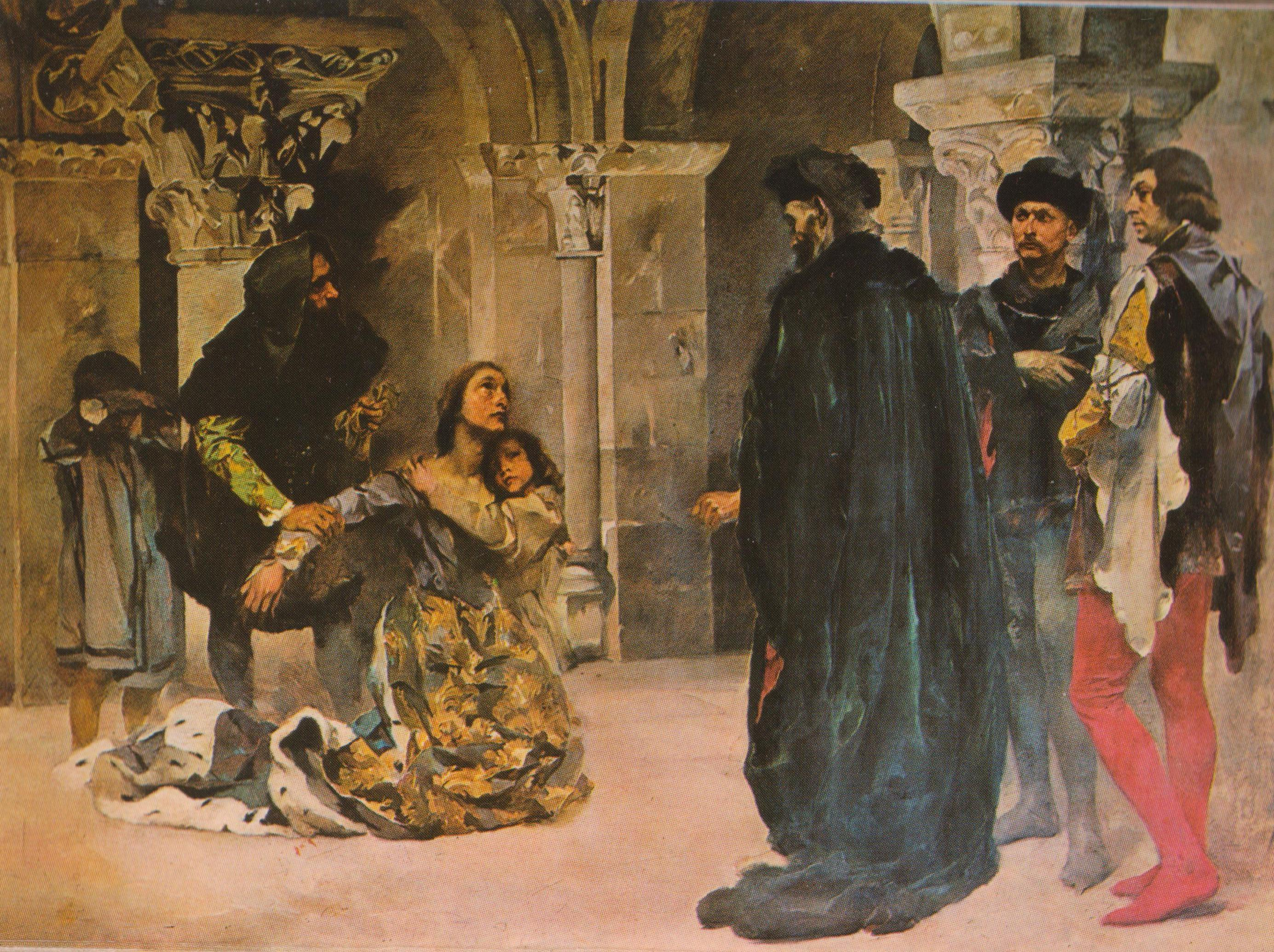
Asesinato de Inés

Inés fue asesinada en el marco de un conflicto dinástico entre Portugal y la Corona de Castilla, que culminó pocos años después en el interregno de 1383-1385. En 1354/1355 el rey Alfonso IV el Bravo trasladó su corte a Montemor-o-Velho e inició un complot con varios de sus consejeros para disminuir las pretensiones de la Casa de Castro en Portugal.  
Fue ejecutada en la Quinta das Lágrimas en enero de 1355. Los principales implicados, los consejeros Pedro Coelho, Diego López Pacheco y Álvaro Gonçalves, señalados como los más incisivos en presionar al rey para asesinar a doña Inés, consiguen fugarse, provocando la furia del infante Pedro. La muerte de Alfonso IV le llevó al trono en 1357.

## Venganza, leyenda y realidad

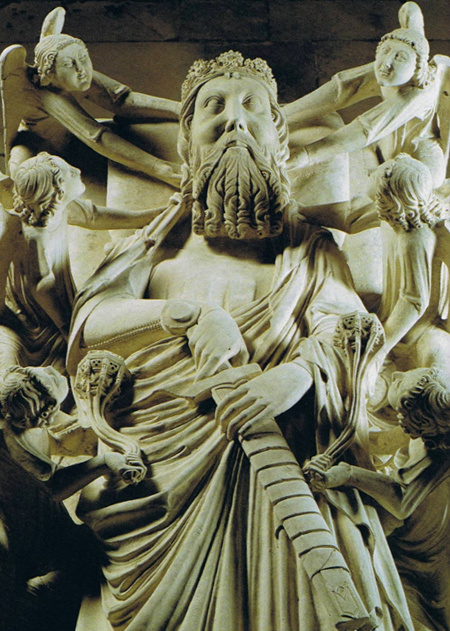
Estatua yacente del rey Pedro en su sarcófago en el monasterio de Alcobaça (Alcobaza).

Terrible fue la venganza de Pedro cuando fue coronado rey. La leyenda admitida por la tradición, pero no probada por la historia, cuenta que el rey Pedro tomó el cadáver de Inés —en estado de descomposición avanzada— y lo colocó en el trono obligando a su corte y a todos los allí presentes a que le rindieran los honores debidos de reina.  
El cronista Fernão Lopes nada dice sobre esta exhumación y esta fantástica ceremonia. Algunos historiadores suponen que el origen de esta leyenda puede ser la costumbre que en Portugal había de besar la mano del cadáver de los reyes difuntos, o también de que en los siglos XIV y XV las efigies de los reyes, modeladas en cera, se colocaban sobre el túmulo funerario, y tal vez esta efigie de Inés fuera colocada por Pedro en el trono, obligando que a su imagen, y no a su cadáver, se rindieran los homenajes. 
Los tres instigadores de la muerte de Inés, temiendo la venganza del ya rey Pedro, habían huido al Reino de Castilla tras la muerte de Alfonso IV. 
En 1360 el rey de Portugal y el de Castilla alcanzaron un acuerdo para entregarse mutuamente a nobles huidos de sus respectivos reinos. De los tres instigadores de la muerte de Inés, Pedro Coelho (que había sido tutor del infante Pedro) y Álvaro Gonçalves expiaron de un modo terrible su crimen; al primero le fue arrancado el corazón por el pecho, y al segundo por la espalda. Pacheco fue el único que consiguió escapar a Aviñón y más tarde Pedro I le perdonaría la vida.

## Amor eterno

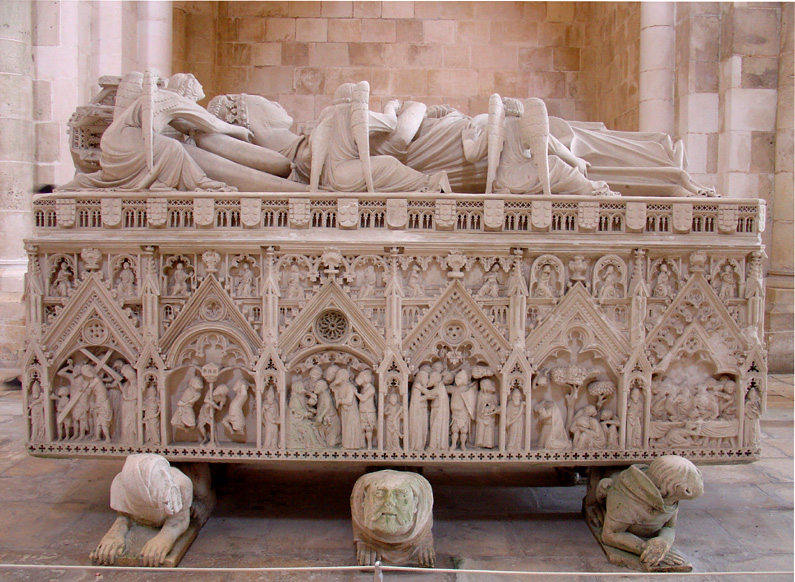
Sepulcro de Inés de Castro en el Monasterio de Alcobaza.

Suntuosos fueron los funerales que se hicieron a Inés; su cuerpo descansa en el Monasterio de Alcobaza, depositado en un túmulo de piedra caliza, con una efigie coronada que Pedro había hecho preparar de antemano, y cerca de la cual hizo erigir su propia sepultura. La primera posición de las tumbas fue una al lado de la otra, con los pies mirando hacia el este, frente a la primera capilla del crucero sur, entonces dedicada a San Benito. panteón real recién construido, donde se colocaron una frente a otra. En 1957 fueron trasladados a su posición actual, Pedro en el crucero sur y Inés en el crucero norte, uno frente al otro. Cuando las tumbas, en el siglo XVIII, fueron colocadas frente a frente, surgió la leyenda de que estaban en esa posición para que Pedro e Inés "pudieran mirarse a los ojos cuando despertaran el Día del Juicio".
La descendencia de Inés no alcanzó inmediatamente trono alguno, pero emparentó con familias reinantes de Europa. De su hija Beatriz colgó una gran descendencia materno-lineal, con soberanos de renombre: en primera generación sus hijos, en segunda, la hija de Beatriz, Leonor de Alburquerque, reina de Aragón; en tercera generación, Alfonso V de Aragón, María de Aragón (reina de Castilla), Juan II de Aragón, Enrique de Aragón, Leonor de Aragón (reina de Portugal) y Pedro de Aragón, conde de Alburquerque; en cuarta generación, Enrique IV de Castilla, Alfonso V de Portugal, Fernando de Portugal, duque de Viseo, Leonor de Portugal (emperatriz germánica) y Juana de Portugal (reina de Castilla); en quinta generación, Maximiliano I de Habsburgo, Cunegunda de Habsburgo (duquesa de Baviera) y Juana la Beltraneja; en sexta generación, Guillermo IV y Luis X, duques de Baviera.

## Obras basadas en su historia y leyenda
Inés de Castro, y su desgraciada historia, ha sido motivo de inspiración para numerosos artistas.
- Trovas à Morte de Inês de Castro de García de Resende, en el Cancioneiro Geral de 1516.
- Camoens narró su muerte en Os Lusíadas, canto III.
- Antonio Ferreira: A Castro o Tragédia de Inês de Castro (anterior a 1569, publicada en 1587).
- Jerónimo Bermúdez: Nise lastimosa y Nise laureada (1577).
- Soares de Alarcao, La Iffanta Coronada (1606).
- Luis Mejía de la Cerda escribió en Barcelona 1612 su tragedia Doña Inés de Castro, reina de Portugal.
- Luis Vélez de Guevara: Reinar después de morir (hacia 1640; publicada en Lisboa, 1652).
- Madame de Genlis: Inès de Castro (publ. con Mort de Pline l'Ancien, 1817).
- Aphra Behn: Agnes de Castro, Nouvelle Portugaise (1688).
- Ezra Pound cita la leyenda en el n.º XXX de sus Cantos.
- Henry de Montherlant: La Reine morte (1942).
- Alejandro Casona: Corona de amor y muerte (Buenos Aires, 1955).
- Albert Caraco, filósofo y escritor francés, escribió Inès De Castro (publicada junto con Les Martyrs de Cordoue, del mismo autor. Editions Bel-Air. Río de Janeiro, 1941).
- Más recientemente se ha publicado el cuento breve "Una Tragedia Amorosa En El Portugal Medieval" (Editorial RP, Buenos Aires, 2000) de César Fuentes Rodríguez y la novela "Inés de Castro" (Barcelona, 2003) de la escritora española María Pilar Queralt del Hierro que ha alcanzado en Portugal un gran éxito de crítica y público.
- Mi querida Inés, novela de Margarida Rebelo Pinto.
- Ángela Vallvey Arévalo recoge su leyenda en Amantes poderosas de la historia.
- Se han escrito 29 óperas sobre el tema con base en 21 libretos diferentes. Particularmente importante es la ópera Ines de Castro de Giuseppe Persiani, con libreto de Salvatore Cammarano, estrenada en Nápoles en 1835. El compositor uruguayo Tomás Giribaldi escribió en 1905 una ópera basada en la trágica leyenda llamada Inés de Castro. En 2006 el compositor suizo Andrea Lorenzo Scartazzini estrenó una ópera con base en este tema, titulada Wut, en el teatro de la ópera de Erfurt (9 de septiembre de 2006).
- En el episodio "La Reina después de Muerta" de la serie de Rtve de 1977 "Mujeres insólitas".
- En una emisión del clásico programa argentino antológico de relatos breves Cuentos de terror (2002-2005, emitido por el canal I.Sat), el escritor y presentador Alberto Laiseca recreó la historia de Inés de Castro y Pedro de Portugal, narrando una mezcla de relato real con ficción.
- La serie de televisión "Pedro e Inés", producida para la RTP de Portugal en 2005.